# Streptococcus iniae
Streptococcus iniae é uma espécie de bactéria gram-positiva, esférica (coccus), pertencente ao gênero Streptococcus. Isolada pela primeira vez na década de 1970 a partir de um boto-cor-de-rosa, S. iniae tornou-se um dos principais patógenos em peixes em operações de aquacultura em todo o mundo, causando perdas anuais superiores a US$100 milhões. Desde sua descoberta, infecções por S. iniae foram registradas em pelo menos 27 espécies de peixes cultivados ou selvagens globalmente. Peixes de água doce e salgada, como tilápia, Sciaenops ocellatus [en], Morone chrysops [en] e truta-arco-íris, estão entre os suscetíveis à infecção. Em peixes, a infecção se manifesta como meningoencefalite, lesões cutâneas e sepse.
Ocasionalmente, S. iniae causa infecções em humanos, especialmente em manipuladores de peixes de ascendência asiática. As infecções humanas incluem sepse, síndrome do choque tóxico e inflamações da pele (celulite), discos intervertebrais ou endocardite. A identificação de S. iniae em laboratório pode ser desafiadora, pois os métodos convencionais para identificar estreptococos produzem resultados insuficientes. Não é possível classificá-la pelo método de antígeno de Rebecca Lancefield [en], comumente usado para categorizar espécies de Streptococcus. Os dois serotipos conhecidos podem ser diferenciados bioquimicamente por variações na atividade de enzimas. Diversos antibióticos têm sido utilizados para tratar infecções por S. iniae.

## História
Streptococcus iniae foi isolada pela primeira vez em 1972, a partir de abscessos subcutâneos em um espécime cativo de boto-cor-de-rosa (Inia geoffrensis), que sofria de uma infecção conhecida como "doença da bola de golfe". A bactéria demonstrou sensibilidade a antibióticos betalactâmicos, e o boto foi tratado com sucesso com penicilina e tilosina [en]. O organismo foi reconhecido como uma nova espécie de Streptococcus e nomeado Streptococcus iniae em 1976. Durante o mesmo período, surtos estreptocócicos foram relatados na Ásia e nos Estados Unidos; algumas cepas associadas aos surtos japoneses foram posteriormente sugeridas como sendo S. iniae.
Na década de 1980, uma suposta nova espécie de Streptococcus, chamada S. shiloi, foi identificada como uma das causas de uma epidemia de meningoencefalite (inflamação do cérebro e suas membranas circundantes) que afetava truta-arco-íris e tilápia cultivadas em Israel desde 1986. Como S. shiloi era alfa-hemolítica, possuía um teor de conteúdo GC de 37% e não fermentava o açúcar galactose, não foi classificada como S. iniae, que é betahemolítica, tem um teor de conteúdo GC de 32% e fermenta galactose. Em 1995, descobriu-se que S. shiloi era, na verdade, betahemolítica e, após técnicas de hibridização de DNA-DNA com a cepa-tipo ATCC de S. iniae e recálculo do teor de conteúdo GC, foi reclassificada pelo mesmo grupo como um sinônimo júnior de S. iniae.
Análises filogenéticas moleculares baseadas em DNA ribossômico 16S sugerem que S. iniae é estreitamente relacionada a outros patógenos estreptocócicos de humanos e animais. Especificamente, ela está agrupada no grupo piogênico, junto a outros estreptococos patogênicos, como S. pyogenes, S. agalactiae, S. uberis [en], S. canis, S. porcinus [en], S. phocae e S. intestinalis. Dentre essas espécies relacionadas, S. iniae é mais próxima de S. porcinus. A análise de fragmento de restrição genômica de painéis de isolados de S. iniae de diferentes hospedeiros e regiões geográficas revelou perfis comuns entre cepas virulentas de peixes e humanos, embora múltiplos padrões de eletroforese em gel de campo pulsado tenham sido identificados entre isolados humanos.

## Identificação

Hemólises de Streptococcus spp.(esquerda) alfa-hemólise; (centro) beta-hemólise; (direita) gama-hemólise (= não hemolítica)

S. iniae pode ser facilmente identificada de forma errada (ou não identificada) por sistemas automatizados de microbiologia convencionais. Métodos de genética molecular, como sequenciamento de DNA e hibridização de DNA-DNA, são úteis para identificação correta, embora estudos do CDC dos EUA indiquem que eles não são necessários na maioria dos casos. Diversos grupos utilizaram o sequenciamento de rDNA 16S para identificar isolados de S. iniae, e embora esse método possa diferenciá-la de espécies relacionadas, como S. porcinus e S. uberis, ele não distingue entre diferentes cepas de S. iniae. A ribotipagem é um método semelhante, no qual os genes de rRNA 16S e 23S são digeridos com endonuclease de restrição e analisados por Southern blot com sondas oligonucleotídicas específicas para a espécie. Esse método é mais sensível que o sequenciamento de rDNA 16S, pois, além de diferenciar espécies, pode distinguir entre cepas. A ribotipagem foi usada em 1997 para diferenciar cepas israelenses e americanas, descartando a possibilidade de uma ligação epidemiológica entre surtos nos dois países.
S. iniae é beta-hemolítica quando incubada em condições anaeróbias, embora possa ser confundida com alfa-hemolítica, pois, em algumas cepas, zonas de beta-hemólise (destruição completa de hemácias no meio de cultura de ágar sangue) são rodeadas por grandes zonas de alfa-hemólise (destruição incompleta de hemácias com descoloração esverdeada devido à degradação da hemoglobina). A bactéria é catalase-negativa e LAP-positiva (como todos os estreptococos), positiva nos testes PYR e CAMP, não hidrolisa hipurato de sódio e não cresce em ágar bile esculina. Não expressa nenhum dos antígenos de Rebecca Lancefield conhecidos.

### Sorotipos
Dois serotipos de S. iniae estão estabelecidos. A cepa-tipo ATCC 29178, caracterizada em 1976 por Pier e Madin, representa os isolados do serotipo I. O serotipo II foi identificado pela primeira vez como a cepa-tipo (ATCC 29177) isolada de outro caso de "doença da bola de golfe" em boto. Um ensaio bioquímico que mede a atividade da arginina dihidrolase foi usado para distinguir os serotipos (o serotipo I é positivo), embora a proposta de hiperencapsulamento do serotipo II possa representar a diferença funcional mais significativa entre os dois tipos.

## Papel nas doenças

### Em peixes

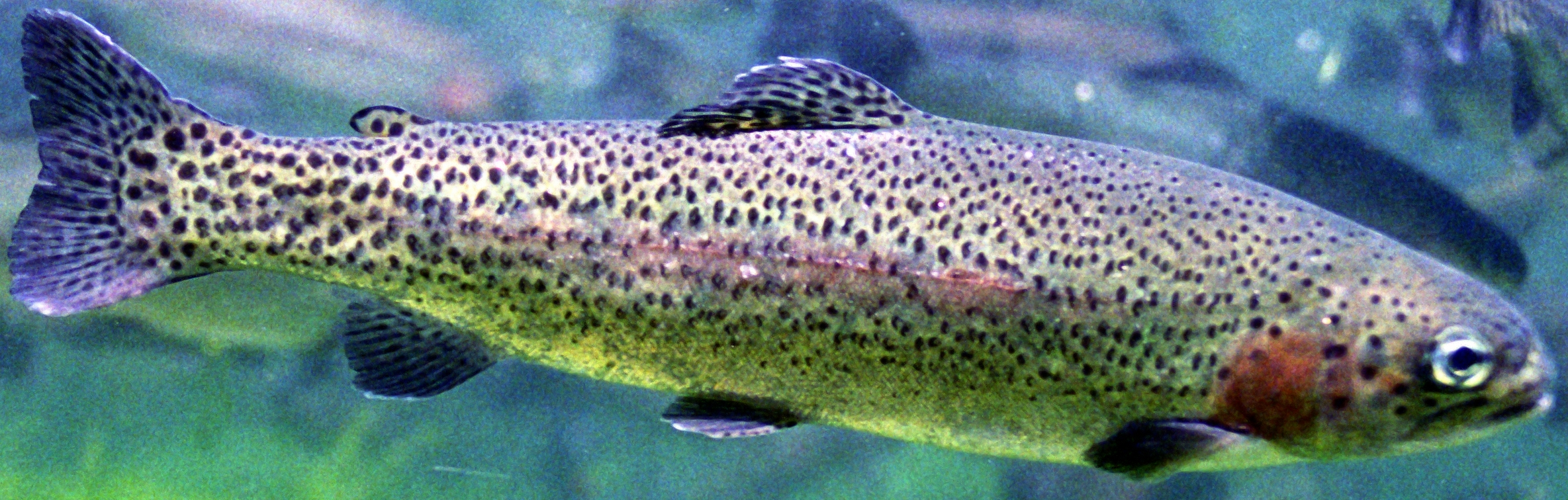
Epizootias de infecção por S. iniae em trutas-arco-íris (espécime saudável na imagem) ocorreram em Israel e no Japão.

S. iniae é altamente patogênica em peixes de água doce, marinhos e eurialinos, sendo altamente letal: surtos podem estar associados a taxas de mortalidade de 30 a 50%. Portanto, é um dos patógenos economicamente mais importantes em aquacultura intensiva. Em 1997, o impacto econômico global da infecção por S. iniae na indústria da aquicultura foi estimado em US$100 milhões (um décimo disso nos Estados Unidos). Até 2007, a infecção havia sido relatada em 27 espécies de peixes, incluindo tilápia (gêneros Oreochromis e Tilapia), truta-arco-íris (Oncorhynchus mykiss), salmão-prateado (Oncorhynchus kisutch), Seriola quinqueradiata [en], Sciaenops ocellatus [en] e perca-gigante (Lates calcarifer, que pode ser um portador assintomático). Carpa-comum (Cyprinus carpio), bagre-americano (Ictalurus punctatus) e peixinho-dourado (Carassius auratus) parecem ser resistentes. Peixes criados em operações intensivas de aquacultura e submetidos a estressores ambientais (como temperatura inadequada, má qualidade da água, superlotação, manipulação, etc.) são mais propensos à infecção por S. iniae. Populações de peixes selvagens, tanto próximas quanto distantes de operações de aquacultura, também se mostraram suscetíveis à infecção.
O local de infecção por S. iniae e sua apresentação clínica variam de espécie para espécie. Em tilápias, S. iniae causa meningoencefalite, com sintomas como letargia, rigidez dorsal e comportamento natatório errático; a morte ocorre em poucos dias. Em trutas-arco-íris, está tipicamente associada a sepse e danos ao sistema nervoso central. Os sintomas são consistentes com sepse, incluindo letargia, perda de orientação (como nas tilápias), exoftalmia, opacidade da córnea e hemorragias externas e internas.

### Em humanos

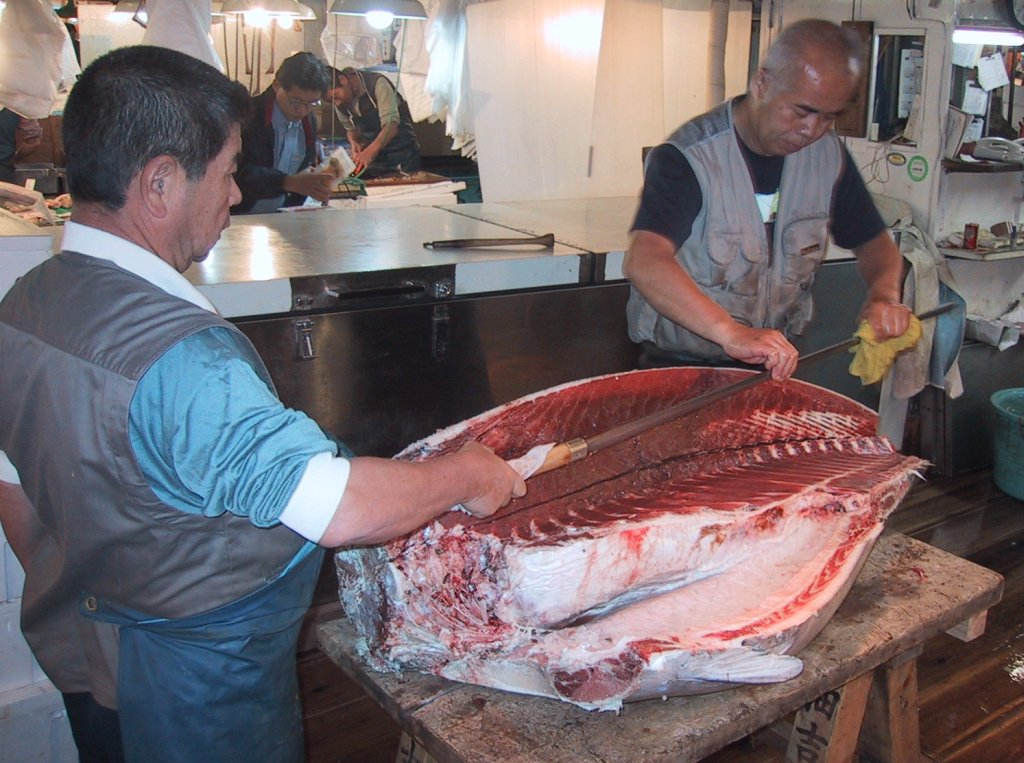
A maioria das infecções humanas por S. iniae está associada a lesões durante o manuseio de peixes infectados vivos ou frescos

S. iniae pode causar doença oportunista em humanos debilitados ou imunocomprometidos. Está mais comumente associada a bacteremia com celulite bacterêmica, mas pode causar endocardite, meningite, osteomielite e artrite séptica. Os primeiros casos reconhecidos de infecção humana ocorreram no Texas em 1991 e em Ottawa em 1994, mas as fontes de infecção não foram determinadas. Infecções humanas por S. iniae também foram identificadas em Toronto entre 15 e 20 de dezembro de 1995, quando três pacientes asiáticos foram internados em um hospital com celulite na mão após se ferirem enquanto manipulavam peixes crus. Todos os três apresentavam bacteremia, inicialmente atribuída a Streptococcus uberis [en], mas posteriormente corretamente identificada como S. iniae. Em fevereiro de 1996, um homem chinês foi internado no mesmo hospital com sepse uma semana após preparar uma tilápia fresca inteira e também foi diagnosticado com bacteremia por S. iniae. Uma investigação epidemiológica subsequente encontrou outros casos na região de Toronto, totalizando nove pacientes; todos eram de ascendência asiática e haviam manipulado peixes crus (principalmente tilápias) antes de desenvolver a infecção. Outros casos foram posteriormente identificados nos Estados Unidos e em outras partes do Canadá, e desde então foram relatados na Ásia (Hong Kong, Taiwan e Singapura). A ascendência asiática é uma tendência comum na maioria dos casos invasivos em humanos, mas não se sabe se isso se deve a diferenças inerentes na imunidade ou a diferenças culturais no preparo de peixes que favorecem maior incidência de infecção.

### Controle e tratamento
Diversas medidas podem ser tomadas para controlar infecções em aquacultura após a confirmação de um surto de S. iniae. Reduzir a quantidade de ração fornecida aos peixes demonstrou diminuir as taxas de mortalidade, já que a absorção de bactérias na água é acelerada pela alimentação. Diminuir a densidade do estoque de peixes aumenta a sobrevivência ao reduzir lesões nos peixes e o nível geral de estresse na população. A redução da temperatura da água e a manutenção de níveis ótimos de oxigênio também ajudam a reduzir o estresse nos peixes e inibir o crescimento bacteriano.
Um estudo de 2005 demonstrou o potencial do uso de probióticos para controlar infecções por S. iniae em trutas. Esse estudo utilizou o conteúdo gastrointestinal de trutas-arco-íris para identificar bactérias que inibiam o crescimento de S. iniae e Lactococcus garvieae [en]. Identificaram Aeromonas sobria como candidata potencial para o controle de infecções por S. iniae e L. garvieae em aquacultura. Quando administrada viva na ração, A. sobria protegeu as trutas contra desafios com S. iniae ou L. garvieae.
Diversos antibióticos foram usados com sucesso para tratar infecções por S. iniae em peixes. Enrofloxacino, um antibiótico do grupo das quinolonas, foi altamente eficaz em Morone chrysops [en], embora evidências sugiram o desenvolvimento de uma cepa resistente durante esse ensaio. Amoxicilina, eritromicina, furazolidona [en] e oxitetraciclina também foram utilizados (este último com sucesso variável, apenas em perca-gigante). A vacinação contra S. iniae foi tentada com sucesso limitado, pois proporciona imunidade por até 6 meses.
A penicilina foi sugerida como o medicamento de escolha para o tratamento de infecções por S. iniae em mamíferos, incluindo humanos. No grupo de casos humanos de 1995-1996, todos os isolados clínicos foram suscetíveis à penicilina, várias cefalosporinas, clindamicina, eritromicina e sulfametoxazol (CIM de 0,25 μg/ml); todos os nove pacientes foram tratados com antibióticos betalactâmicos parenterais e se recuperaram sem complicações. Um estudo de isolados enviados ao CDC entre 2000 e 2004 constatou que todos eram sensíveis a betalactâmicos, macrólidos, quinolonas e vancomicina.